# Dragons Rioting
Dragons Rioting (ドラゴンズ・ライデン Doragonzu Raiden?, Lit. La rebelión de los dragones) es un manga shōnen escrito e ilustrado por Tsuyoshi Watanabe, el mismo está en publicación desde el 9 de noviembre de 2012 en la revista Gekkan Dragon Age, de la editorial Fujimi Shobō.

## Sinopsis
La historia sigue a Rintarō Tachibana, un chico el cual a la edad de seis años, descubrieron que padece el Síndrome Henisei Tashū Ijō, conocida como el Síndrome Hentai, una rara enfermedad que hace que puedas morir en caso de excitarse sexualmente, debido a eso, Rintarō estuvo entrenando en las montañas con su padre las técnicas de Koei Sōgetsu, para controlar su cuerpo y mente. Luego de diez años pasados, Rintarō se muda a la ciudad para asistir a la Escuela Secundaria Nangokuren, la cual elige ya que su nombre sonaba a ser el mayor instituto para chicos en el país, pero en realidad es el mayor instituto para chicas en el país, el cual comenzó hace muy poco a hacerse mixta, y el 99% de los estudiantes son mujeres.
En su primer día en el instituto, Rintarō presencia una gran pelea entre Ayane y Kyōka, es entonces cuando aprende que la primera regla de la academia es que se rige por la Ley de la naturaleza, la cual ha convertido al instituto en una zona de guerra. En ese momento, Rintarō está decidido en transferirse, pero esto no será tan fácil cuando las tres "dragones" le ponen el ojo encima.

## Personajes
Rintarō Tachibana (立花 リンタロー Tachibana Rintarou?)
Es el protagonista masculino. A él le fue diagnosticado el Síndrome Hentai a la edad de 6 años, debido a esto, su padre le lleva a entrenar a las montañas las técnicas de Koei Sōgetsu, para controlar su cuerpo y mente, de ahí crea la frase que suele decir antes de hacer alguna técnica: "Limpia tu mente, calma y serena al corazón".
A la edad de 16 años, se inscribe en la Escuela Secundaria Nangokuren pensando que era solo para chicos, pero descubre que era todo lo contrario y que era una escuela solo para chicas, que recientemente se puso a aceptar chicos, y el 99% de los estudiantes son chicas.
Tiene habilidades que posiblemente superan a los de los dragones y por eso se gana la atención de estos, haciendo que Ayane le pida ser su discípula, y se haga el rival de Rino al vencer a Meru Hatenko en el duelo por el mejor de la academia, destruyendo un edificio de un golpe, al igual que lo hizo Ren, una estudiante egresada y hermana de Rino el año anterior, él sería posteriormente reconocido como Itenryū (閃星竜 Itenryuu?, Lit. Dragón Celestial).
Ayane (アヤネ?)
Es una de las protagonistas femeninas. Una estudiante de primer año del Instituto Nangokuren, y uno de los dragones de la misma, poseyendo el título de Senseiryū (閃星竜 Senseiryuu?, Lit. Dragón de la Estrella Destellante), con el símbolo de la velocidad. Es la líder de la recién creada facción Ryōzenpaku (que podría ser una parodia del Dojo Ryōzanpaku, del famoso manga y anime Shijō Saikyō no Deshi Ken'ichi), esta teniendo como colíderes a Keiko y a Makoto.
En el primer capítulo, luego de presenciar la fuerza de Rintarō cuando interrumpió la pelea de ella y Kyōka, le pide ser su discípula, solicitud que Rintarō acepte presionado y le empieza a enseñar sus técnicas capítulos después, sin saber muy bien como enseñar.
Participa en el Festival Bakugyaku junto con Misa de tercer año, y estas quedan descalificadas por fallos que les cuestan a ambas quedar semi-desnudas en el escenario.
Kyōka Kagamīn (神咬院 キョーカ Kagamiin Kyouka?)
Es la otra protagonista femenina. Una estudiante de tercer año del Instituto Nangokuren, y una dragón de la misma, poseyendo el título de Kōgōryū (煌剛竜 Kougouryuu?, Lit. Fuerte Dragón Reluciente), con el símbolo del poder. Es la única persona del instituto que tiene conocimiento acerca de la enfermedad que tiene Rintarō, esto se lo dice el mismo en el baño de la mansión Kagamīn, cuando ella lo quería sacar desnudo de un baño de arena movediza.
Es, posiblemente la dragón más fuerte del instituto. Se le ve por primera vez luchando contra Ayane en el primer capítulo, y también comienza en interesarse en Rintarō al ver que interrumpe la pelea entre las dos facciones utilizando la técnica de Ryūha Koei Sōgetsu, Kogaku no Gyō: Gōhō Hagan (虎顎の形：轟崩牙断 Kogaku no Gyou: Gouhou Hagan?, Lit. Camino del tigre: Rugido destructivo).
Un año antes, a Kyōka no le interesaba luchar, y era una "rata de biblioteca", pero luego intenta salvar a Ren de unos maleantes, pero al entrar al callejón en el que intentaban acosarla, ve a Ren dejarlos a todos inconscientes, y allí es cuando uno que no estaba se para atrás de Kyōka e intenta golpearla, y Ren le da las instrucciones para acabar con él, en ese momento es cuando Kyōka comienza a interesarse en las peleas más que en ser una adecuada la sucesora de su familia, que era su antigua meta y comienza a luchar por intuición de Ren, diciendo que ella tiene talento para ello.
Proviene de una familia adinerada que practica el baile Nihon Buyō (日本舞踊 Nihon Buyou?, Lit. Danza japonesa) desde el período Edo, el cual le enseña posteriormente a Rintarō para participar en el Festival Bakugyaku, el cual aprende fácilmente gracias a una de las técnicas del Ryūha Koei Sōgetsu, Jakotsu no Gyō: Jinshō Shippa (蛇骨の形：刃翔疾波 Jakotsu no Gyou: Jinshou Shippa?, Lit. Camino de la serpiente: Olas rápidas de la espada elevada), de este festival se coronan posteriormente campeones, bailando el Nihon Buyō en el escenario bajo una tormenta, y Rintarō finalizando el espectáculo con otra de las técnicas del Ryūha Koei Sōgetsu, Rōsen no Gyō: Raijin Raijin (狼穿の形：雷神来迅 Rousen no Gyou: Raijin Raijin?, Lit. Camino del lobo: Dios del rayo japonés).
Es posible que ella tenga interés romántico en Rintarō, ya que al terminar el espectáculo y saltar del escenario antes de que se venga abajo, se dan cuenta de que todo el tiempo estuviesen tomados de la mano, luego de darse cuenta de esto, ambos se sonrojan y Rintarō se suelta y pide perdón a su padre por haber roto su promesa de nunca tocar a una chica (ni ser tocado por una), pero luego Kyōka afirma que no le sucedió nada por tocarla, a lo cual Rintarō responde con una sonrisa. Luego de terminar la primera parte del festival, Rintarō y Kyōka pelean por quién de los dos creará la nueva regla, pelea que gana Kyōka. Sin embargo, en los vestidores dice que Rintarō resbaló con un charco por lo que no pudo completa su técnica y tiene un roce en su cuerpo que la hacer caer en cunclillas
Rino (リノ?)
La tercera protagonista femenina del manga, una estudiante de segundo año del Instituto Nangokuren, y uno de los dragones de la misma, poseyendo el título de Ransuiryū (嵐翠竜 Ransuiryuu?, Lit. Dragón de la Tormenta Esmeralda), con el símbolo de la técnica. Aparte de ser la más astuta de las dragones, es líder de una de las tres facciones, la cual el nombre es desconocido.
Se sabe que en el pasado, Rino era muy apegada a su hermana Ren, que una vez fue la más fuerte de la academia antes de egresar de la misma, pero al entrar en el instituto, solo le interesaba el poder y veía como objetivo superar a su hermana, para esto, ella tiene en mente vencer a Meru Hatenko, una chica de tercer año que entró un año antes, y a la cual su hermana nunca pudo vencer, aunque cambia su idea al ver que Rintarō la vence en la Ceremonia Batsuzangaisei, y que derriba dos edificios de un golpe, presenciando esto, Rino se acerca a Rintarō y le dice que él le pertenece, a lo que Rintarō piensa que se está acercando demasiado y escapa de la situación con una de las técnicas del Ryūha Koei Sōgetsu.
Ren (蓮 Ren?)
Es una exestudiante de tercer año del Instituto Nangokuren , poseyendo el título de  Gentōryū  (嚴濤竜 Gentoryu?, Lit. Dragón de la Ola Severa) durante su tiempo en el Instituto Nangokuren. Siendo la hermana mayor de Rino, Ren también una vez casi alcanzó la supremacía en la escuela violenta justo antes de su graduación y tenía una fuerte rivalidad con Hatenko Meru, antes de hacerse amiga de ella.
Como uno de los guerreros más duros, Ren se toma en serio siempre que lucha con alguien más fuerte que ella. Ella también tiene la costumbre de cambiar su ropa durante la batalla cada vez que sus ropas se rompen (incluso con la lágrima más pequeña). A pesar de su fuerte integridad, así como la dureza, Ren tiene problemas con los hombres debido a sus supuestos pensamientos de que los hombres son seres perversos (que afirma que todos los hombres están tratando de coquetear con ella, lo que ella considera como vulgar). Como resultado, ella no puede ni siquiera hablar con los muchachos, cara a cara y se aparta de ellos, a pesar de que no parece tener ningún problema con desnudarse en frente de Rintarou sin ningún sentimiento de vergüenza. Sin embargo, debido a su amistad con Meru, Ella ha tomado un interés en Rintarou, así como en sus habilidades.
Keiko (ケイコ?)
Una estudiante de primer año del Instituto Nangokuren, y, junto con Makoto, una de las dos colíderes del Ryōzenpaku, una de las tres grandes facciones de la academia. Más conocida por su apodo, Gōhein (豪飛燕 Gouhein?, Lit. Valiente Golondrina), es una gran luchadora por alcanzar tal cargo en el Ryōzenpaku, y es una de las guardaespaldas de Ayane.
Es una curvilínea y bien dotada chica rubia, de altura media, se sabe que es bastante golosa, ya que siempre está comiendo. Gracias a su gran escote, tiene la capacidad de guardar varias cosas (generalmente comida) entre sus pechos.
Ella ataca a Rintarō al salir del instituto, para probar si tiene capacidades como para ser maestro de Ayane, una dragón, luego de esto, por interferencia de Makoto, terminan luchando ambas contra él en el baño, es en este momento cuando Rintarō, para escapar, utiliza una de las técnicas del Ryūha Koei Sōgetsu, Rōsen no Gyō: Gansai Suida (狼穿の形：岩砕水雫 Rousen no Gyou: Gansai Suida?, Lit. Camino del lobo: Gotas de agua rompe-piedras), en el cual se trata de salpicar agua que golpeen en los puntos de presión de ambas, haciendo que estas se paralizen.
Makoto (マコト?)
Otra de las muchas estudiantes de primer año del Instituto Nangokuren, y, junto con Keiko, una de las dos colíderes del Ryōzenpaku, una de las tres grandes facciones de la academia, siendo Ayane la líder principal.
Makoto, más conocida por su apodo, Tōretsutei (烈軍后 Touretsutei?, Lit. Feroz Emperatriz Marcial). Es una usuaria expreta de las armas de asta, siempre llevando consigo un bisento, el cual intenta utilizar contra Rintarō en la pelea en el baño, pero Rintarō lo esquiva fácilmente e utiliza una de las técnicas de Ryūha Koei Sōgetsu, Rōsen no Gyō: Gansai Suida (狼穿の形：岩砕水雫 Rousen no Gyou: Gansai Suida?, Lit. Camino del lobo: Gotas de agua rompe-piedras), en el cual se trata de salpicar agua que golpeen en los puntos de presión de ambas, haciendo que estas se paralizen.
Es, al igual que la mayoría de las chicas de este manga, curvilínea y bien dotada, de pelo negro lacio, que le llega hasta las piernas, tiene una gran obsesión por la higiene personal, pero especialmente por los baños, ya que quiere tomarse uno a cada momento.
Meru Hatenko (破天虎メル Hatenko Meru?, Lit. Tigre que rompe los cielos)
Es una exestudiante de tercer año del Instituto Nangokuren. Es una joven de dieciocho años y una hábil luchadora, la única que le podía hacer frente a Ren, que supuestamente era la mejor de la academia, aparte de ser una gamer aficionada, llevando 6 videoconsolas portátiles encima, y habiendo ganado en algún momento el torneo de Trichy (un videojuego), y allí obtiene el Trichy Dorado como trofeo.
Entró a la academia en segundo año teniendo en mente encontrar oponentes fuertes con los cuales luchar, y luego de vencer a casi toda la academia, lucha contra Ren, la que supuestamente era la mejor, estas batallas consecutivas terminaban todas en empate, y en una de estas, Ren reconoce un amuleto que tenía Meru, el Trichy Dorado, luego le dice que ella lo conoce y que le gustan los videojuegos, ahí se hacen amigas.
Conoce a Rintarō en un salón de arcade y se hacen amigos, ya que Rintarō pensaba que era una niña y que con ella no sucedería nada, luego, estando sentados en un banco salen unos maleantes diciendo que están en su banco reservado, y como Meru no quería salir, esta los manda a volar con un barrido de pierna.
Luego le cuenta a Rintarō acerca de la promesa que le había hecho a su amiga Ren, que es el Vínculo de Hagen, una promesa en la cual Meru le promete a Ren que haría a Rino experimentar lo que es la amistad y que se deje de interesar tanto por el poder, por ello es que le pide a él ser el sucesor, utilizando como medio la ceremonia Batsuzangaisei, y al ver que Rintarō derriba ambos edificios de un golpe con una de las técnicas de Ryūha Koei Sōgetsu, Rōsen no Gyō: Gansai Suida (狼穿の形：岩砕水雫 Rousen no Gyou: Gansai Suida?, Lit. Camino del lobo: Gotas de agua rompe-piedras), Rino cambia de objetivo.
Abandona el instituto para perseguir su sueño de crear videojuegos, y le deja a Rintarō a su mascota Kito, un hámster, como suvenir, ya que según ella, él le agrada.
Rurina (瑠璃な?)
Es una estudiante de segundo año del Instituto Nangokuren. Conocida como Chikōfū (烈軍后 Chikoufuu?, Lit. La tierra controla al viento), fue una de las sub-líderes del Escuadrón Disciplinario cuando éste aún no se había disuelto, junto con su hermana Rumina.
Su primera aparición fue junto a su hermana Rumina, atrapando a Rintarō y a sus amigos espiando a las chicas cambiarse (aunque Rintarō no sabía y pensaba que el club era de otra cosa). Es entonces cuando ellas atacan a los tres, pero no pueden golpear a Rintarō, pero lo logran Tamao y a Kōsuke, los otros dos que estaban espiando, es en este momento cuando sale Asuna, la presidenta, y le dice que paren. Es entonces cuando ella les dice a los tres que simplemente van a tener una "pequeña charla". Luego, Rumina, Rurina y el resto del escuadrón disciplinario, a excepción de Asuna, les hacen un juicio en el gimnasio, y se llega a la conclusión de que para no hacerles nada, deben pagarles, a lo cual ellos se niegan y es entonces cuando ambas atacan a Rintarō, el cual derrota fácilmente con una de las técnicas de Ryūha Koei Sōgetsu, Kogaku no Gyō: Gōhō Gadan (虎顎の形：轟崩牙断 Kogaku no Gyou: Gouhou Gadan?, Lit. Camino del tigre: Rugido destructivo del colmillo partido), luego de esto, las ropas de ambas quedan todas rasgadas, allí es cuando Rintarō les lanza su saco. Y luego Rurina se sonroja luego de que Rintarō diga algunas palabras.
Luego de esto, Rurina está trabajando en el cuarto secreto con el escuadrón disciplinario junto con Romina y Asuna. Luego de que Rintarō y Ayane entren y encuentren que el escuadrón está trabajando para Rino, es cuando ella ataca a Ayane junto con Asuna y Rumina, y cuando Ayane las vence fácilmente, el escuadrón es disuelto. Luego de que pase todo esto, se puede ver a Rurina siguiendo a Rintarō múltiples veces y al siguiente día, Rurina se transfiere a la misma clase que él.
Dos días después, Rurina asiste a la ceremonia Batsuzangaisei entre Rintarō y Meru, y después de la victoria de Rintarō, se puede ver como ella, junto con Ayane, se irritan cuando Rino se le acerca y le dice que él le pertenece.
Rumina (ルミナ?)
Es una estudiante de segundo año del Instituto Nangokuren. Conocida como Jinkōfū (烈軍后 Jinkoufuu?, Lit. La gente controla al viento), fue una de las sub-líderes del Escuadrón Disciplinario cuando este aún no se había disuelto, junto con su hermana Rurina.
Su historia es prácticamente la misma que la de Rurina, a excepción de su interés por Rintarō.
Aparece por última vez cuando el escuadrón disciplinario se disuelve luego de la batalla con Ayane, luego de esto, no tiene aparición en el manga, de momento.
Tamao (玉緒?)
Es uno de los tres estudiantes varones conocidos en la academia, perteneciendo a primer año, Tamao es uno de los compañeros de cuarto de Rintarō junto a Kōsuke, ellos tres forman el AKB (Hermandad de la Virginidad).
Es un gordito de pelo negro y suele utilizar lentes, y es bastante pervertido al igual que su amigo Kōsuke.
Protegió a Rintarō en el momento que le iba a atacar Asuna por la espalda, tirándose sobre ella a la misma vez que Kōsuke, y allí es cuando Rintarō les reconoce como verdaderos amigos.
Kōsuke (孝介 Kousuke?)
Es otro de los tres estudiantes varones conocidos en la academia, también perteneciendo a primer año, Kōsuke es uno de los compañeros de cuarto de Rintarō junto a Tamao, y ellos tres forman el AKB (Hermandad de la Virginidad).
Es un adolescente de altura promedia, de cabello claro y unas largas patillas; en personalidad, es prácticamente idéntico a Tamao, ya que es bastante pervertido y junto con él espían a las chicas de la academia.
Protegió a Rintarō en el momento que le iba a atacar Asuna por la espalda, tirándosele encima, a la misma vez que Tamao, y allí es cuando Rintarō les reconoce como verdaderos amigos.
Shiryū Choo (支流超 Shiryuu Choo?)
Es una chica del Instituto Nangokuren de primer año y una amiga de Ayane, se le ve por primera vez cuando habla a Rintarō cuando está revisando su posición en la tabla de resultados de los exámenes, posicionándose primero, a un punto de Ayane y ella.
Es de altura media con pelo castaño y ojos marrones, aparte de ser una gran fan de Jet Li, comparando todo con películas del mismo, y disgusta a Jackie Chan.
En el Festival Bakugyaku, sale emparejada con Chiyoko de tercer año, las cuales dan una presentación de breakdance, quedando segundas en la tabla, debido a Kyōka y Rintarō, que salieron primeros con su presentación de Nihon Buyō mezclada con técnicas del Ryūha Koei Sōgetsu.

## Multimedia

### Manga
El autor e ilustrador del manga es Tsuyoshi Watanabe, siendo este el primero de ellos. Comenzó a publicarse el 9 de noviembre de 2012 en la revista Gekkan Dragon Age de la editorial Fujimi Shobō y hasta ahora, los capítulos han sido compilados en 3 volúmenes tankōbon.

## Terminología
- Dragón (ブルーム Doragon?): los dragones del Instituto Nangokuren son considerados los tres luchadores más poderosos de la academia, siendo Ayane la única de primer año siendo un dragón, y la líder de Ryōzenpaku, una de las tres grandes facciones que posee el Instituto, cada una de estas controladas por un dragón, los otros dos dragones son Rino de segundo año y Kyōka de tercer año, cada una lleva un nombre que la identifica al igual que un símbolo.[20] Ayane, conocida como Senseiryū (閃星竜?  Lit. Dragón de la Estrella Destellante), con el símbolo de la velocidad,[6] Rino, conocida como Ransuiryū (嵐翠竜?  Lit. Dragón de la Tormenta Esmeralda), con el símbolo de la técnica,[9] y finalmente Kyōka Kagamīn, ocupando el título de Kōgōryū (煌剛竜?  Lit. Fuerte Dragón Reluciente), con el símbolo del poder.[7]

- Ceremonia Batsuzangaisei (ばっつん 式典 Batsuzangaisei shikiten?): la ceremonia Batsuzangaisei del Instituto Nangokuren es una ceremonia en la que dos estudiantes deben derribar un edificio utilizando solo su cuerpo. Cabe destacar que se reconstruirá el salón al terminar la ceremonia, y se le será colocado el nombre del ganador de la competencia, el actual Salón Rintarō, nombre que le asignaron cuando Rintarō venció a Meru Hatenko en esa ceremonia, destruyendo, por error, ambos edificios, de un golpe; antes este edificio era llamado Salón Ren, por la antigua ganadora, la hermana mayor de Rino, también derribando el edificio de un golpe (uno solo, no ambos) y le tomó algunas horas hacerlo, luego de que Rintarō haga lo mismo, se volvieron leyenda en Nangokuren. Las preparaciones para la ceremonia son simples, lo único que se debe hacer es, uno de los dos participantes, levantar una bandera roja en símbolo de la ceremonia, y luego se asigna un juez (o árbitro), generalmente un profesor, y el primero en destruir el edificio ganará.[21]

- Festival Bakugyaku (莫逆祭 Bakugyakusai?): el festival Bakugyaku del Instituto Nangokuren es un festival de deportes en el cual los mejores 5 estudiantes de primer y tercer año hacen equipo para participar en un evento que es elegido al tirar un dado gigante al escenario, quien lo tira es el mismísimo director del instituto, Gorozaemon Jinbeenosuke Yonemitsu el cual, según que toque, será un desafío, lo que hace muy famoso a este evento es que la pareja que gana pelearía entre sí, para crear una nueva regla para el Instituto. Se sabe que Rino lo ganó el año anterior a en el que transcurre la historia, y este año, el tema del primer evento fue un baile, evento el cual ganaron Rintarō (1.º) y Kyōko (3.º), con una demostración de Nihon Buyō, bajo una tormenta, y Rintarō finalizando el acto con una de las técnicas de Ryūha Koei Sōgetsu, Rōsen no Gyō: Raijin Raijin (狼穿の形：雷神来迅?  Lit. Camino del lobo: Dios del rayo japonés).[22] Y luego de esto, se da la palea entre Kyōka y Rintarō, la cual gana Kyōka debido a que Rintaro resbaló con un charco de agua.[8]

- Ryūha Koei Sōgetsu (流派孤影草月 Ryuuha Koei Sougetsu?, Lit. Escuela de Koei Sōgetsu): es un estilo de artes marciales en el cual se centran las técnicas para controlar el cuerpo y mente. Es enseñada a Rintarō por su padre, para que pueda vivir una larga vida lo más normal posible, cuidándose de su enfermedad, para dominar este arte, ambos se van a entrenar a las montañas, por diez años.[23] Tiene una gran variedad de técnicas, representadas primero con un camino, entre ellos están:
  - Kogaku no Gyō (虎顎の形 Kogaku no Gyou?, Lit. Camino del Tigre)[24]
    - Gōhō Hagan (合法 破顔 Gouhou Hagan?, Lit. Rugido destructivo que parte las rocas)
    - Gōhō Gadan (合法 破顔 Gouhou Gadan?, Lit. Rugido destructivo del colmillo penetrante)

  - Jakuyoku no Gyō (雀翼の形 Jakuyoku no Gyou?, Lit. Camino del Gorrión)[25]
    - Chōyō Shishi (ちょうよう 獅子 Chouyou Shishi?, Lit. Estilo cuervo en una rama)
    - Tenpū Gayoku (天風雅翼 Tenpuu Gayoku?, Lit. Viento celestial de alas elegantes)
    - Shōfū Sōheki (娼婦双璧 Shoufuu Souheki?, Lit. Pared de vientos chocantes)
    - Tenpa Shōjin (天覇翔刃 Tenpa Shoujin?, Lit. Gran espada del Señor de los Cielos)
    - Bakkon Seikai (抜根正解 Bakkon Seikai?, Lit. Mundo de platino)

  - Rōsen no Gyō (狼穿の形 Rousen no Gyou?, Lit. Camino del Lobo)[26]
  - Yakuto no Gyō (躍兎の形 Yakuto no Gyou?, Lit. Camino del Conejo)[27]
  - Jinen no Gyō (じねんの形 Jinen no Gyou?, Lit. Camino del Mono)[28]
  - Jakotsu no Gyō (蛇骨の形 Jakotsu no Gyou?, Lit. Camino de la Serpiente)[29]
  - Juso no Gyō (珠鼠の形 Juso no Gyou?, Lit. Camino de la Babosa)[30]
  - Gōgyo no Gyō (珠鼠の形 Gougyo no Gyou?, Lit. Camino del Pez)[31]
  - Minyō no Gyō (眠羊の形 Min'you no Gyou?, Lit. Camino de la Oveja)[32]
  - Gyūku no Gyō (牛躯の形 Gyuuku no Gyou?, Lit. Camino del Toro/la Vaca)[33]
  - Chototsu no Gyō (猪突の形 Chototsu no Gyou?, Lit. Camino del Jabalí)[34]

Cada uno de estos caminos tienen gran variedad de técnicas como las que se pueden apreciar allí, generalmente, si dos o más técnicas son del mismo camino, se puede reconocer, ya que empiezan en la misma dachi.